# Hannoverscher Feuerlöschzug von 1902

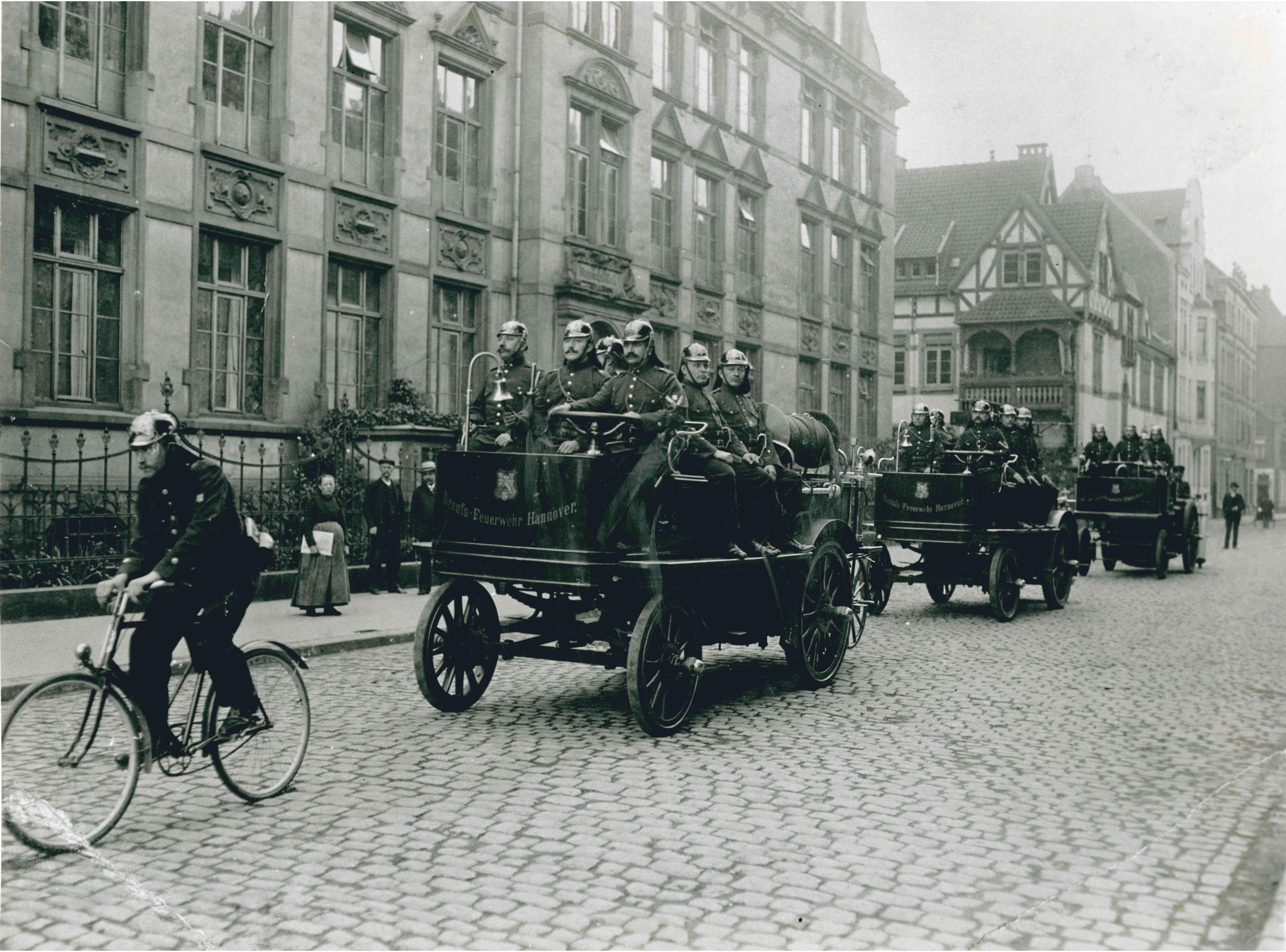
Dem aus drei Wagen bestehenden automobilen Löschzug der „Berufs-Feuerwehr Hannover“, zugleich der erste auf der Welt, fuhr ab dem 19. Februar 1902 ein Fahrrad voran;
Foto aus dem Feuerwehrmuseum Hannover

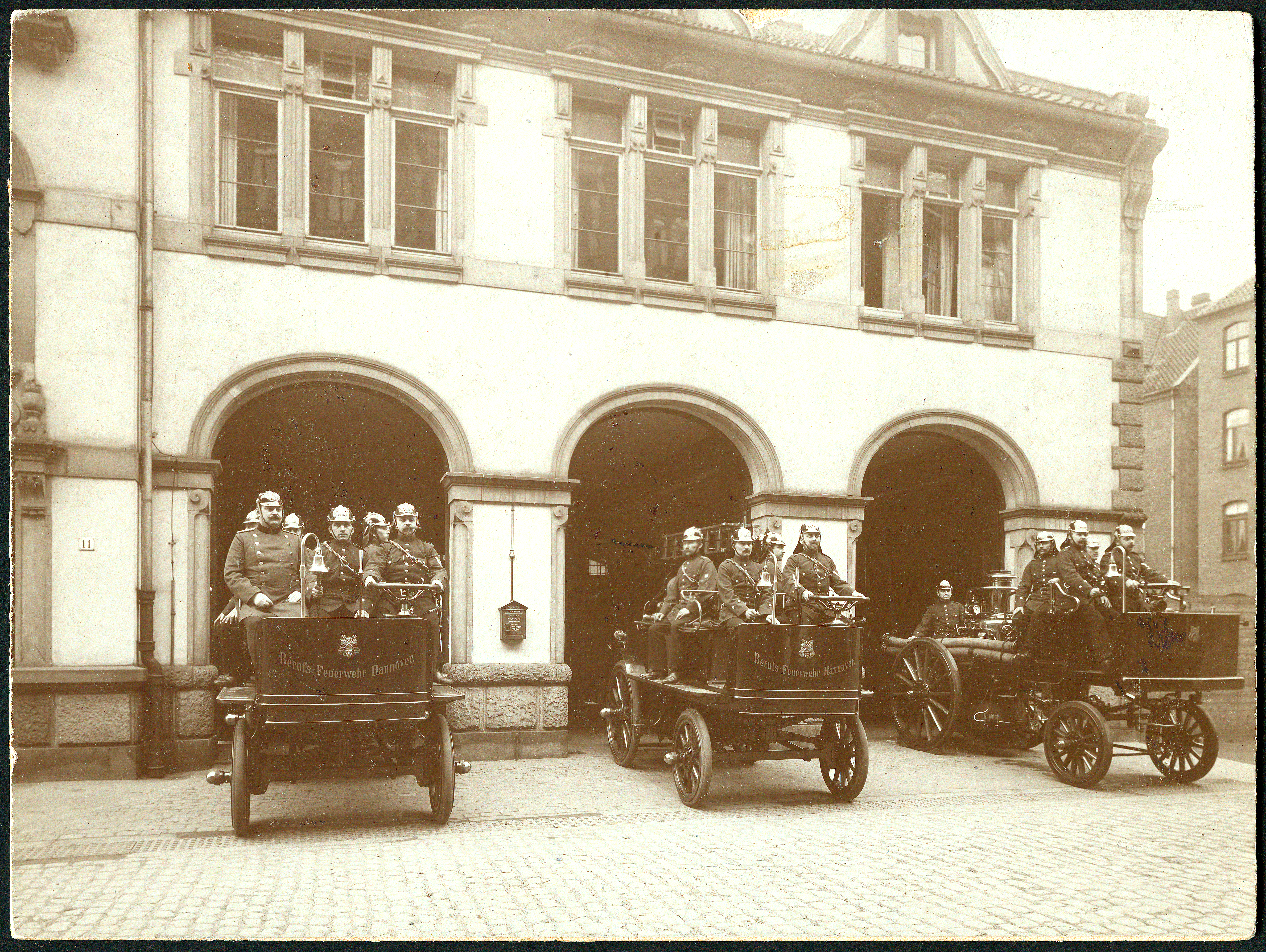
In der Remise der Feuerwache II Am Kleinenfelde 11, heute Am Kleinen Felde 28, wurde ab 1902 der automobile Feuerlöschzug an Stelle von Pferdefuhrwerken untergestellt.

Der Hannoversche Feuerlöschzug von 1902 wurde in der Nordstadt von Hannover in Betrieb genommen und bildete 1902 mit seinen drei Fahrzeugen den ersten Automobil-Löschzug der Welt. Das 1904 gefertigte Originalmodell dieser drei Fahrzeuge im Maßstab 1 : 10 findet sich heute als Leihgabe im Historischen Museum Hannover.

## Geschichte und Beschreibung

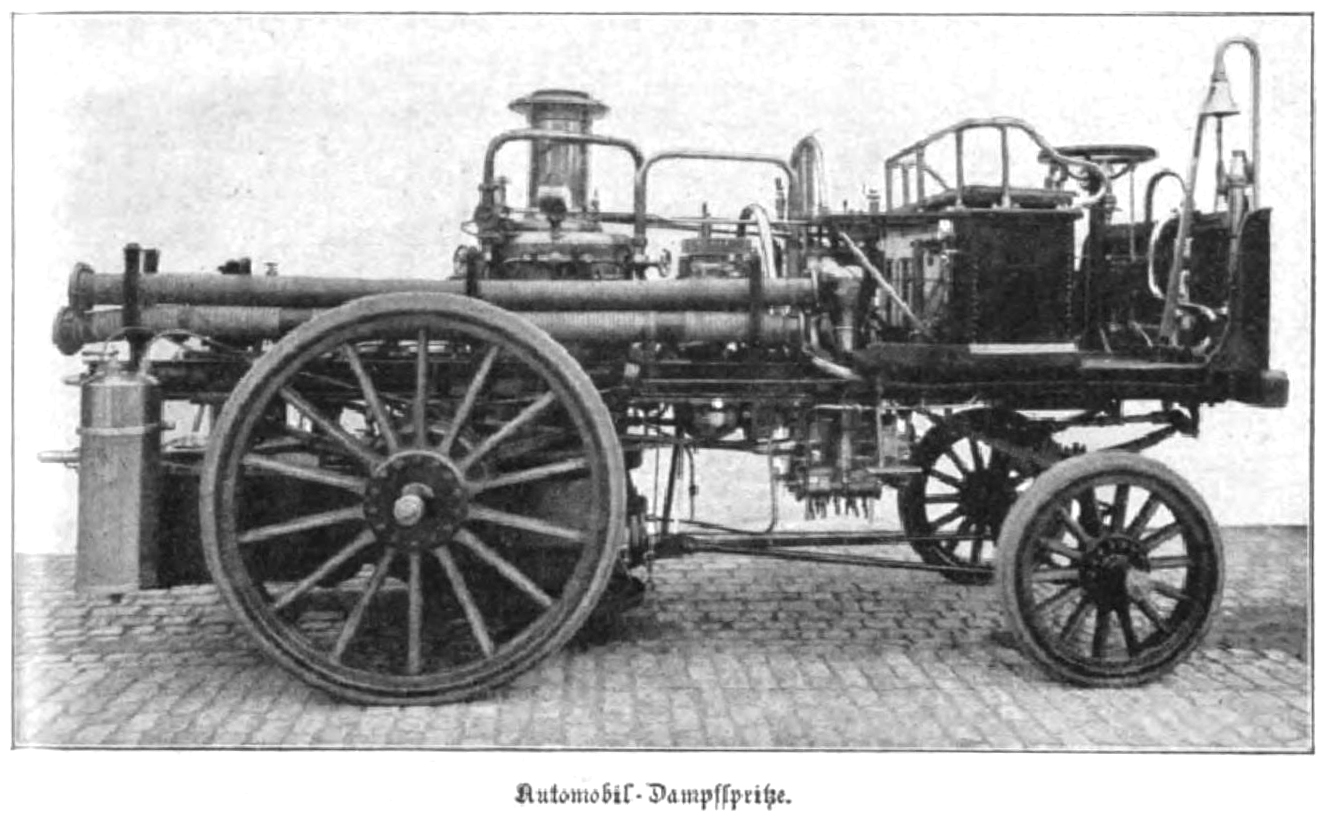
Die mit einer Dampfmaschine betriebene „Automobil-Dampfspritze“;
Ausschnitt Titelseite Über Land und Meer, Heft 46 von 1902

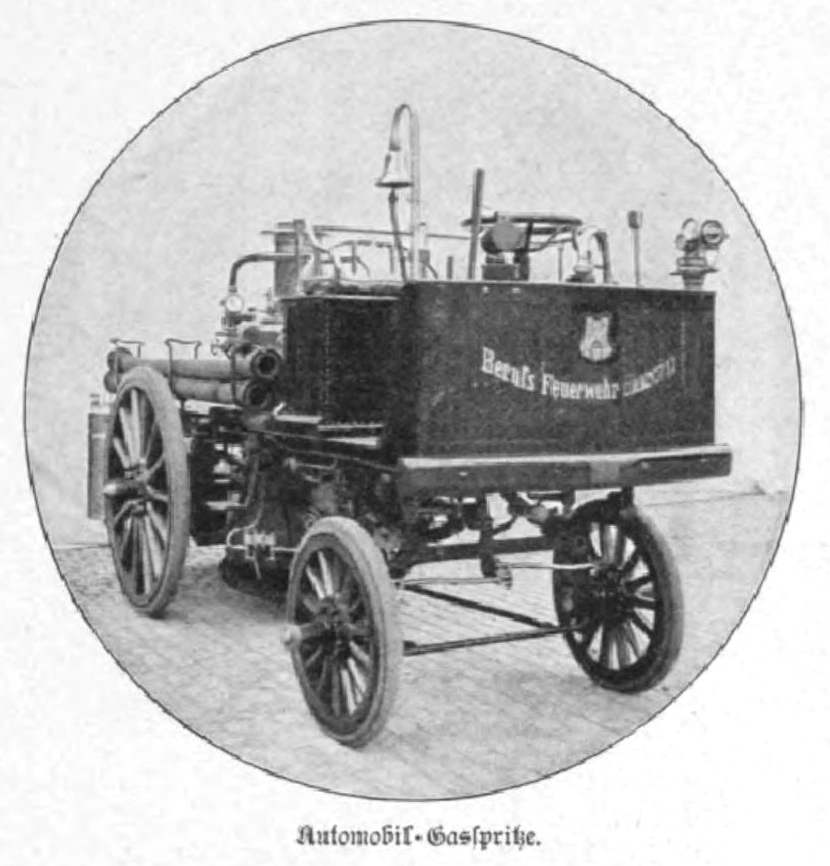
„Automobil-Gasspritze“;
Ausschnitt Titelseite Über Land und Meer, Heft 46 von 1902

Vorläufer automobiler Löschzüge waren Ende des 19. Jahrhunderts in Frankreich erste, damals jedoch noch einzeln eingesetzte Kraftfahrzeuge der Feuerwehr von Paris.
Dem Bau des ersten vollständigen automobilen Löschzuges in Hannover ging der Bau der hannoverschen Feuerwache II voran. Sie wurde in den Jahren 1897 bis 1900 nach Plänen des Stadt-Bauinspektors Otto Ruprecht auf dem städtischen Grundstück Am Kleinenfelde 11  errichtet, heute das denkmalgeschützte Gebäude Am Kleinen Felde 28.
Im Jahr der Fertigstellung des Bauwerks wurde der vorher in Altona tätige Branddirektor Maximilian Reichel in gleicher Position in den Dienst der Stadt Hannover berufen. Reichel regte an Stelle der bisher von Pferden gezogenen Feuerwehr-Fahrzeuge den Bau eines automobilen Feuerlöschzuges an. Hierfür musste er jedoch zunächst nachweisen, dass der Betrieb von automobilen Fahrzeugen „wesentlich billiger“ sein werde als der Einsatz der Fuhrwerke, bei denen vor allem die Unterhaltskosten für die Zugpferde zu Buche schlugen. Daraufhin angestellte Berechnungen ergaben bei jährlich zu veranschlagenden Summen von rund 1.200 Mark (entspricht heute ungefähr 9.900 EUR) für die Automobile gegenüber etwa 2.000 Mark (heute ungefähr 16.400 EUR) für die Pferdehaltung einen Kostenvorteil von 40 Prozent. Außerdem musste Reichel beweisen, dass ein automobiler Löschzug mindestens ebenso sicher zu möglichen Brandherden gelangt wie ein mit Pferden bespannter.
Nach den Anleitungen von Maximilian Reichel und dem Brandoberingenieur Alfred Malsky wurde der dreiteilige Feuerlöschzug schließlich gebaut und nach einer Probezeit am 19. Februar 1902 in den Dienst gestellt. Gleichzeitig mit dem Bau der Automobile war der Umbau der Feuerwache umgesetzt worden. Dabei wurde beispielsweise der Pferdestall zum Schlafraum für die Mannschaft umfunktioniert.
Die in der Praxis erreichten Einsparungen an Betriebs- und Unterhaltungskosten betrugen jeweils rund 10.000 Mark in beiden ersten Betriebsjahren (1902/03 sowie 1903/04), in den beiden Folgejahren rund 8.600 Mark bzw. 7.400 Mark.
Der dreiteilige automobilie Löschzug bestand aus einer Gasspritze und einem Hydrantenwagen sowie einer Dampfspritze:
- Die ersten beiden Wagen wurden elektrisch durch Batterien angetrieben und erreichten eine Spitzengeschwindigkeit von 16 km/h. Eine voll aufgeladene Batterie reichte jeweils für eine Fahrstrecke von bis zu 25 km.[1]
- Zur Erhöhung der Ausfallsicherheit trieben zwei Elektromotoren die Hinterräder an. Die Kraftübertragung erfolgte durch Zahnräder.[9]
- Nachdem Reichel die „Spiritusheizung“ für die automobile Dampfspritze konstruiert hatte,[6] erreichte diese Dampfmaschine eine Geschwindigkeit von 20 km/h. Hierfür musste der Dampfkessel zunächst mit einem Gemisch von Kohlensäure und Spiritus vorgeheizt und anschließend das Feuer mit Briketts und Torfkoks unterhalten werden.[1]

Laut Dienstvorschrift hatte zur Sicherung des Straßenverkehrs zudem ein Radfahrer dem Löschzug vorauszufahren.
Der hannoversche Feuerlöschzug wurde rasch internationaler Anziehungspunkt für „Fachleute aus allen Erdteilen“: In den erhaltenen Besucherlisten finden sich beispielsweise Namenszüge aus New York, Tokio, Lodz und Christiania. Mehr als ein Dutzend Mal finden sich Unterschriften von Gästen aus dem russischen Zarenreich wie etwa „Graf Zupoff oder Litwinnoff“; eine unleserliche Unterschrift ist mit dem Zusatz „vom Sultan“ versehen.
Die positiven Erfahrungen aus Hannover waren ein wesentlicher Grund für den Beschluss des Wiener Stadtrates im Januar 1905 zur Abschaffung der Pferdebespannung und Einführung von Automobilen bei der Feuerwehr. Aufgrund des im Vergleich zu Hannover weniger ebenen Terrains waren vorher eingehende Studien erforderlich. Die Inbetriebnahme des ersten kompletten motorisierten Löschzuges konnte noch im Sommer 1905 erfolgen.
Schließlich wurde der Löschzug genauestens im Maßstab 1 : 10 modelliert und 1904 auf der Weltausstellung 1904 in St. Louis gezeigt. Die Exponate wurden dort mit der Goldenen Medaille ausgezeichnet. Sowohl die Modelle als auch die Goldmedaille blieben erhalten und wurden vielfach auf anderen Ausstellungen präsentiert.